# کار گروهی

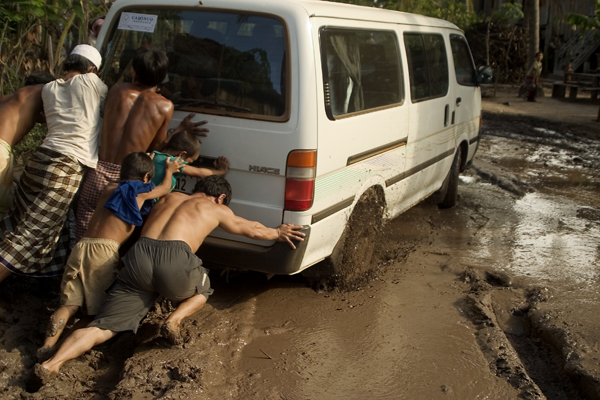
هل‌دادن ماشین

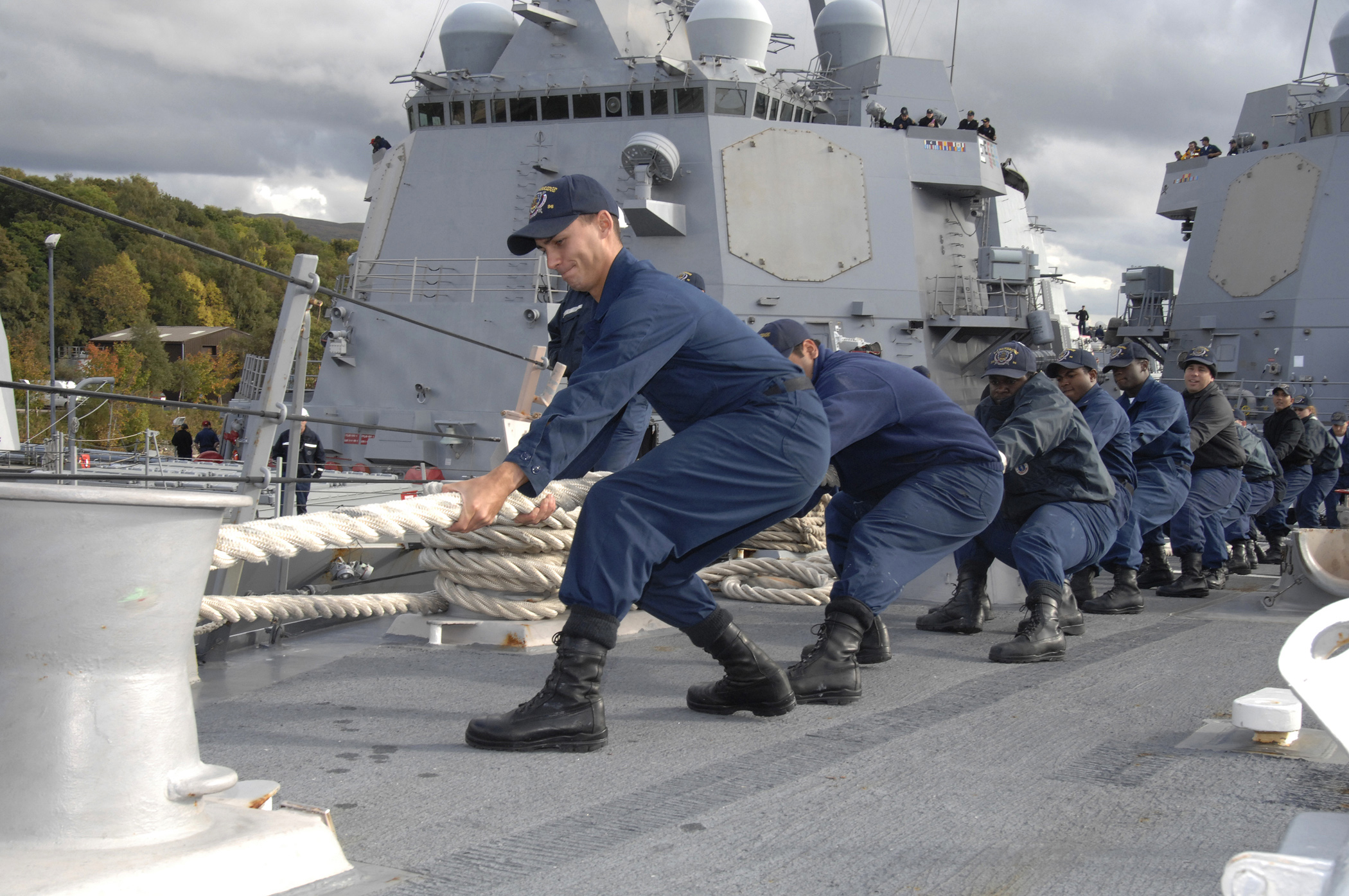
با طناب کشیدن

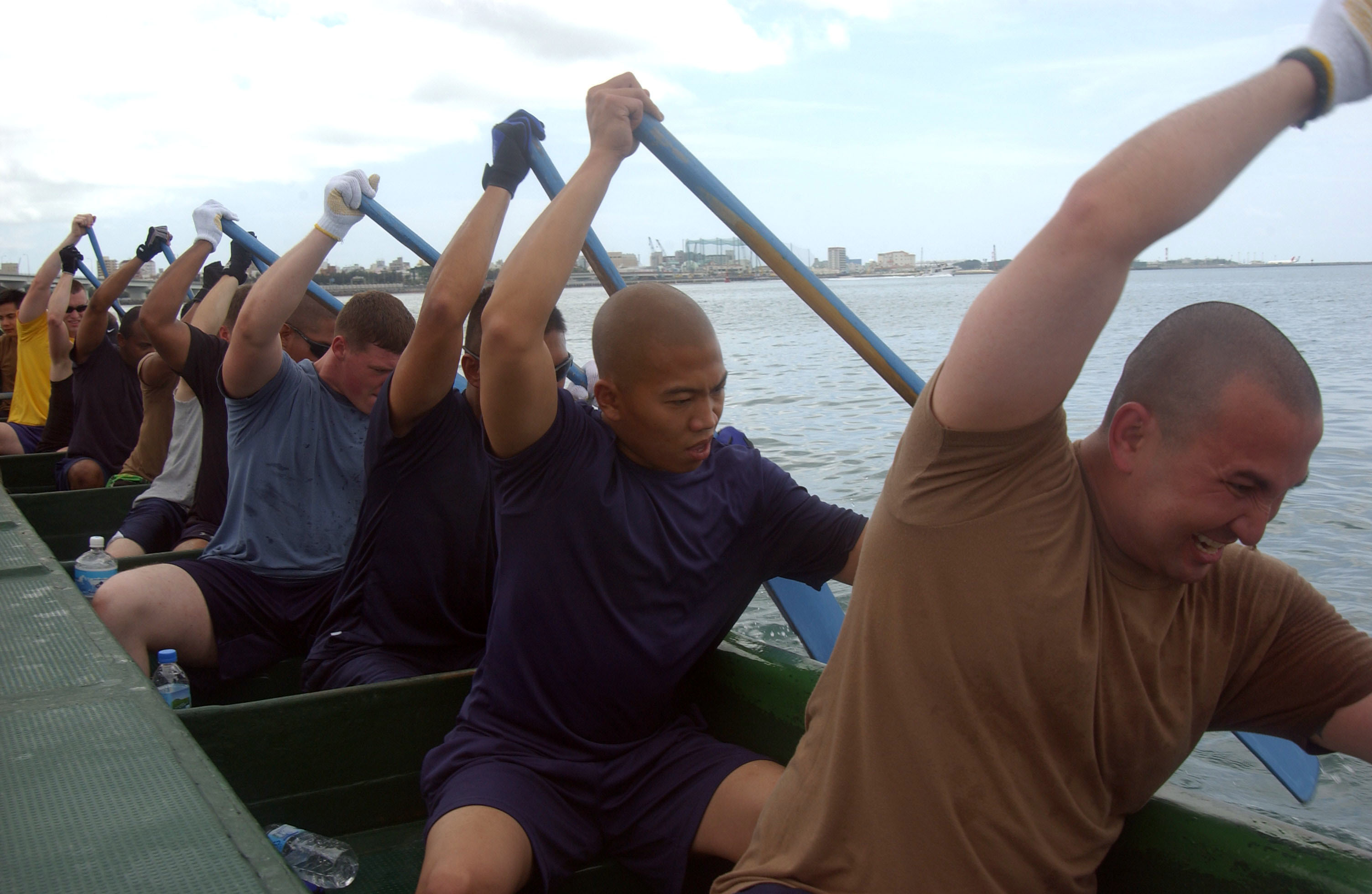
گروه قایقرانی

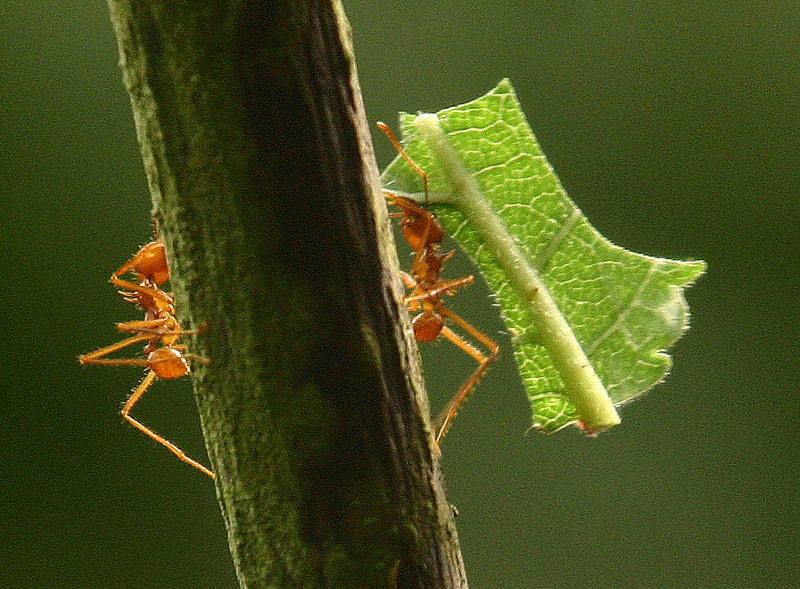
کار گروهی مورچه‌ها

همکاری یا کارگروهی به کاری گویند که دو یا چند نفر با هدف مشترک که هر کدام قسمتی از آن را انجام دهند.

## کارگروهی و ارزش آن در فعالیت‌های اقتصادی
کارگروهی یک فرآیند مشارکتی است که در آن اعضای گروه با همکاری و هماهنگی برای دستیابی به یک هدف مشترک کار می‌کنند. این فرآیند معمولاً در محیط‌های کاری، آموزشی، پژوهشی و توسعه‌یافته وجود دارد. در یک کارگروه، اعضا از تخصص‌ها و تجربیات مختلف بهره می‌برند و با تبادل اطلاعات، ارتباط موثر، تعیین وظایف و مسئولیت‌ها، انجام واگذاری و نظارت بر پیشرفت کار، به تولید نتایج بهتر و کارآمدتر دست می‌یابند. اهمیت کارگروهی در افزایش تعامل، افزایش خلاقیت و نوآوری، افزایش تعهد و انگیزه اعضا، و دستیابی به راه‌حل‌های بهتر و جامع‌تر برای مسائل پیش رو است. با مدیریت مناسب و هماهنگی مناسب بین اعضا، کارگروهی می‌تواند منجر به پیشرفت و توسعه‌ی سازمان یا گروه مربوطه شود.
یکی از معیارهایی که کشورهای توسعه یافته را از کشورهای در حال توسعه مجزا می‌کند، فرهنگ گروهی کار کردن است. در کشورهای توسعه نیافته، افراد علاقه‌ای به فعالیت‌های گروهی ندارند و همین امر سبب می‌شود علاوه بر صرف انرژی بیشتر، کارها با کیفیت پایین‌تری انجام پذیرد.
اصولاً جهت رسیدن به یک جامعه کارآفرین، رشد فعالیت‌های گروهی نیز ضروری است و بدون چنین ویژگی، کارآفرینی در جامعه فراگیر نخواهد شد.
تیم۲۳ تمثیل مناسبی برای یک مشارکت جمعی مجازی است.
تصمیم‌گیری گروهی نسبت به انفرادی ۵ مزیت دارد:
1. ارائه راه حل بهتر به دلیل برخورداری گروه از دانش بیشتر
2. پذیرش آسان تصمیم جمعی توسط اعضا نسبت به تصمیم گیری فردی
3. مشارکت گروهی به درک بهتر تصمیم می‌انجامد.
4. کار گروهی به تلاش گسترده در امر جست وجو و پژوهش کمک می‌کند.
5. قضاوت جمعی بهتری وجود دارد. [۲]